# Top Gun (videojuego para NES)
Top Gun es un videojuego para NES del año 1987.
- Datos: Q20995205